# Петнист гущер бегач
Петнистите гущери бегачи (Cnemidophorus lemniscatus) са вид влечуги от семейство Камшикоопашати гущери (Teiidae).
Разпространени са в северната част на Южна Америка.
Таксонът е описан за пръв път от шведския ботаник и зоолог Карл Линей през 1758 година.

## Подвидове
- Cnemidophorus lemniscatus lemniscatus
- Cnemidophorus lemniscatus splendidus